# Bacău de Mijloc, Arad
Bacău de Mijloc (română 1924: Bacamezeu) este un sat în comuna Bata din județul Arad, Banat, România.

## Personalități
- Laurențiu Bârzu (1861 - 1947), deputat în Marea Adunare Națională de la Alba Iulia 1918
- George Murărescu (1869 - 1951), deputat în Marea Adunare Națională de la Alba Iulia 1918, primar

## Galerie de imagini

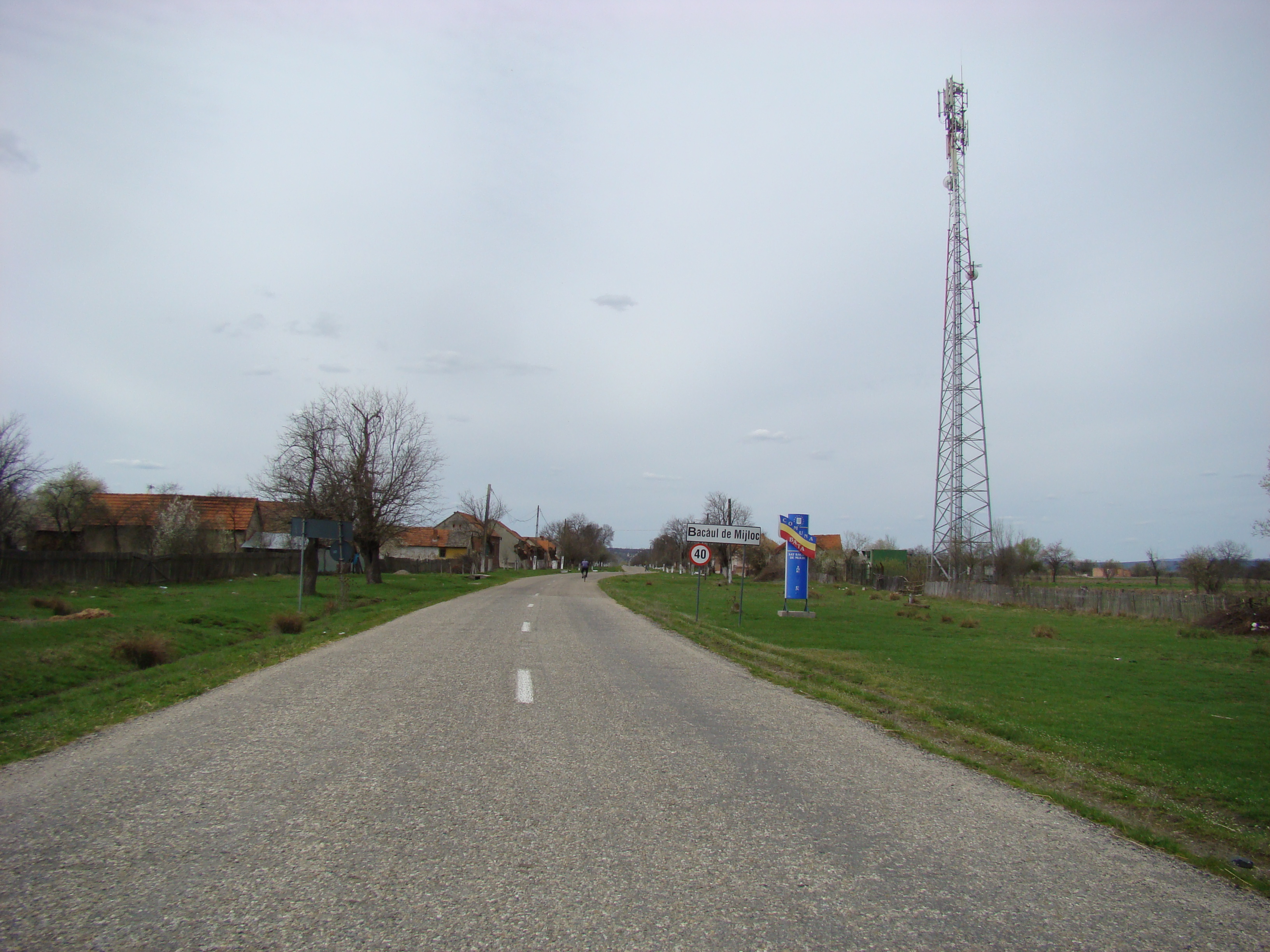
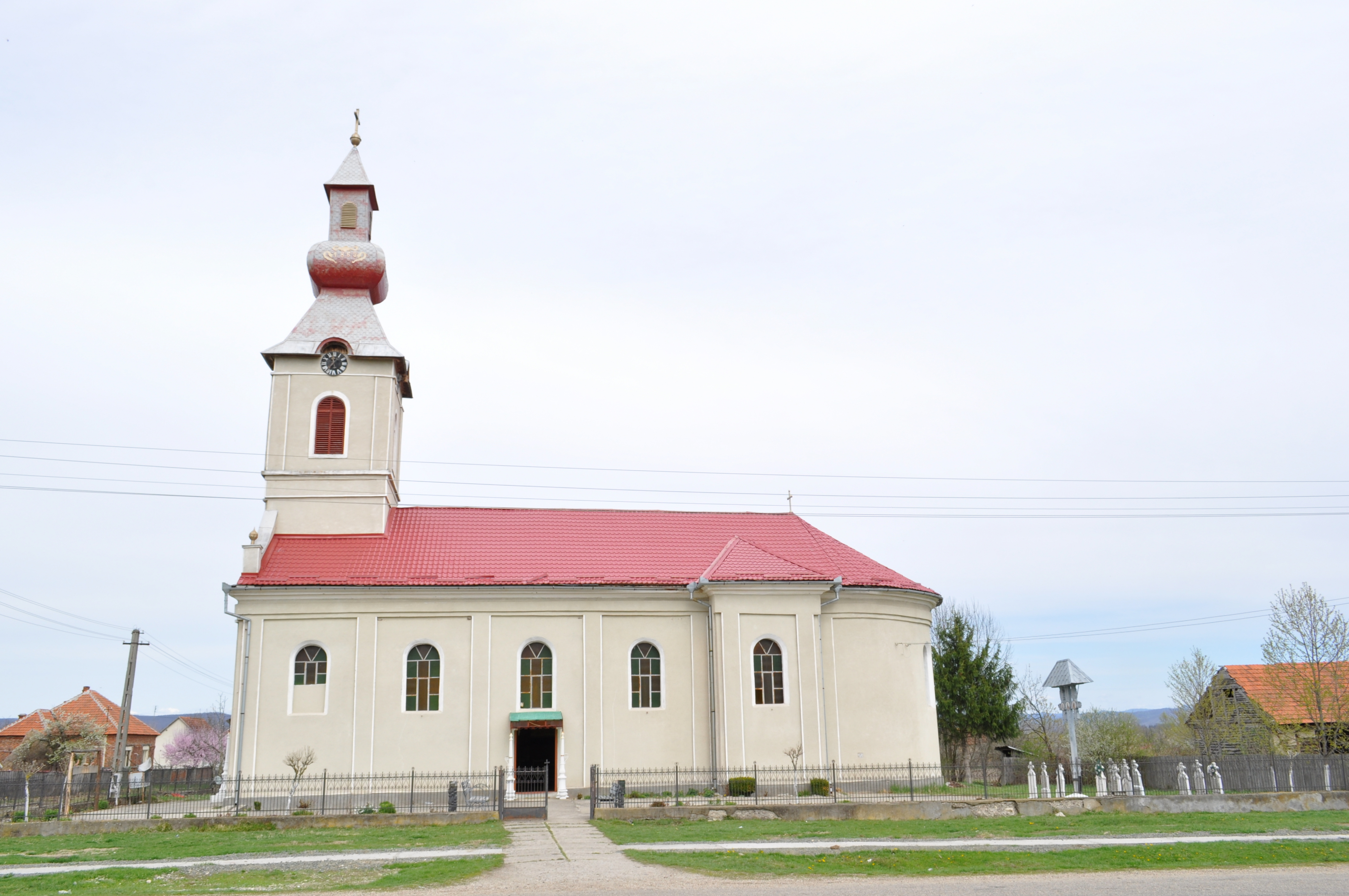
Biserica „Adormirea Maicii Domnului” (1912)
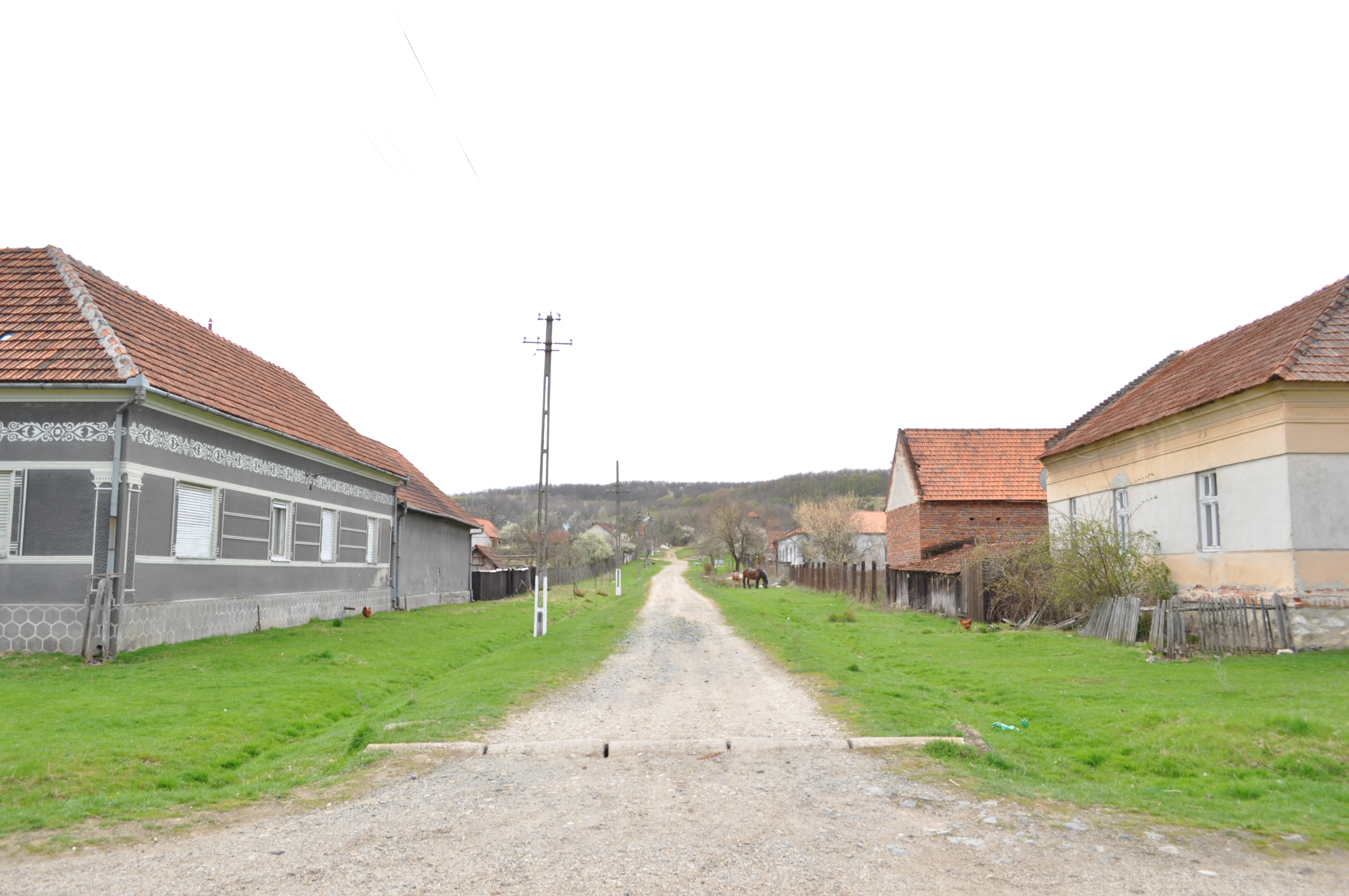

Mijloc, Bata, Arad]]